# Campeonato Sul-Americano de Atletismo Júnior de 1988
O Campeonato Sul-Americano de Atletismo Júnior de 1988 foi a 20ª edição da competição de atletismo organizada pela CONSUDATLE para atletas com menos de vinte anos, classificados como júnior ou sub-20. O evento foi realizado em Cubatão, no Brasil, entre 30 de junho e 3 de julho de 1988. Contou com cerca de 254 atletas de dez nacionalidades distribuídos em 40 eventos.

## Medalhistas
Esses foram os resultados do campeonato.

### Masculino
| Evento                      | Ouro                      | Ouro    | Prata                    | Prata   | Bronze                    | Bronze  |
| --------------------------- | ------------------------- | ------- | ------------------------ | ------- | ------------------------- | ------- |
| 100 metros                  | Fernando Botasso (BRA)    | 10.4    | Gabriel Somma (ARG)      | 10.5    | Oscar Fernández (PER)     | 10.5    |
| 200 metros                  | Claudio Arcas (ARG)       | 21.96   | Gabriel Somma (ARG)      | 22.05   | Geraldo Maranhão (BRA)    | 22.06   |
| 400 metros                  | Inaldo Sena (BRA)         | 47.40   | Aurelio Mancheno (ECU)   | 47.70   | Gilmar Santos (BRA)       | 47.99   |
| 800 metros                  | Edgardo Graglia (ARG)     | 1:51.63 | Ricardo Siqueira (BRA)   | 1:51.64 | Ricardo Beltrán (ARG)     | 1:53.15 |
| 1 500 metros                | Wander Moura (BRA)        | 3:51.8  | José Valente (BRA)       | 3:53.9  | Reinaldo Camacho (PER)    | 3:55.2  |
| 5 000 metros                | Valdenor dos Santos (BRA) | 14:27.9 | Franklin Tenorio (ECU)   | 14:35.9 | Ricardo Soria (ARG)       | 14:52.7 |
| 10 000 metros               | Valdenor dos Santos (BRA) | 31:34.6 | Franklin Tenorio (ECU)   | 32:02.7 | Héctor Aimar (ARG)        | 32:08.1 |
| 10 km marcha atlética       | Juan Rojas (ECU)          | 41:41.4 | Sérgio Galdino (BRA)     | NTT     | Ademar Kammler (BRA)      | NTT     |
| 2 000 metros com obstáculos | Wander Moura (BRA)        | 5:34.9  | Sérgio Ribeiro (BRA)     | 5:42.2  | Leonardo Malgor (ARG)     | 5:44.2  |
| 110 metros barreiras        | Eliexer Pulgar (VEN)      | 14.88   | Robson Feliciano (BRA)   | 15.09   | Marco Mina (PER)          | 15.23   |
| 400 metros barreiras        | Paulo Rodrigues (BRA)     | 52.0    | Esdras Paredes (VEN)     | 52.7    | Fábio Aleixo (BRA)        | 54.6    |
| 4×100 metros estafetas      | Argentina                 | 41.20   | Brasil                   | 41.48   | Chile                     | 42.19   |
| 4×400 metros estafetas      | Brasil                    | 3:12.94 | Argentina                | 3:13.97 | Chile                     | 3:23.91 |
| Salto em altura             | Alcides Silva (BRA)       | 2.09    | Felipe Álvarez (VEN)     | 2.03    | Jairo Venâncio (BRA)      | 2.03    |
| Salto com vara              | Rodrigo Casacurta (BRA)   | 4.50    | Cristián Aspillaga (CHI) | 4.30    | Igor Castillo (PER)       | 4.20    |
| Salto em comprimento        | Paulo de Oliveira (BRA)   | 7.05    | Anísio Silva (BRA)       | 6.99    | Diego Vázquez (ARG)       | 6.89    |
| Salto triplo                | Anísio Silva (BRA)        | 15.94   | Winston Ascanio (VEN)    | 15.25   | Laerte Amador (BRA)       | 14.79   |
| Arremesso de peso           | Wlamir Campos (BRA)       | 15.55   | Ramón Jiménez (PAR)      | 15.40   | Paulo do Nascimento (BRA) | 15.25   |
| Lançamento de disco         | Ramón Jiménez (PAR)       | 51.08   | Acassio da Silva (BRA)   | 45.16   | Paulo do Nascimento (BRA) | 44.30   |
| Lançamento do martelo       | Alexandre Mantovani (BRA) | 55.62   | Omar Rubino (ARG)        | 54.02   | Claudio Henschke (ARG)    | 49.82   |
| Lançamento do dardo         | Sylvio de Oliveira (BRA)  | 60.28   | Augusto Ingolotti (PAR)  | 59.10   | José Rodríguez (VEN)      | 57.54   |
| Decatlo                     | Juan Carlos Moeckel (CHI) | 6470    | Ivan Costa (BRA)         | 6383    | Martín Tellado (ARG)      | 6143    |

### Feminino
| Evento                 | Ouro                      | Ouro    | Prata                   | Prata   | Bronze                   | Bronze  |
| ---------------------- | ------------------------- | ------- | ----------------------- | ------- | ------------------------ | ------- |
| 100 metros             | Ana Maria Rocha (BRA)     | 12.00   | Soledad Bacarezza (CHI) | 12.05   | Rita Gomes (BRA)         | 12.16   |
| 200 metros             | Jupira da Graça (BRA)     | 24.34   | Ximena Restrepo (COL)   | 24.38   | Soledad Bacarezza (CHI)  | 24.71   |
| 400 metros             | Luciana Mendes (BRA)      | 55.49   | Claudia Riquelme (CHI)  | 55.75   | Milagros Allende (ARG)   | 56.38   |
| 800 metros             | Célia dos Santos (BRA)    | 2:08.76 | Mabel Arrúa (ARG)       | 2:12.09 | Pilar Ramos (CHI)        | 2:12.41 |
| 1 500 metros           | Célia dos Santos (BRA)    | 4:28.4  | Lidia Karwowski (BRA)   | 4:29.6  | Marlene Arellano (CHI)   | 4:35.3  |
| 3 000 metros           | Lidia Karwowski (BRA)     | 9:41.7  | Alina Karwowski (BRA)   | 9:47.8  | Rosa Mila Ibarra (COL)   | 9:53.2  |
| 10 000 metros          | Sandra Ruales (ECU)       | 36:48.9 | Soledad Nieto (ECU)     | 37:53.7 | Solange Cordeiro (BRA)   | 39:04.8 |
| 5 km marcha atlética   | Miriam Ramón (ECU)        | 27:12.8 | Ivana Henn (BRA)        | 28:23.6 | Luisa Nivicela (ECU)     | 28:46.5 |
| 100 metros barreiras   | Clarice Kuhn (BRA)        | 14.28   | Adriana Davin (BRA)     | 14.57   | Carolina Gutiérrez (ARG) | 14.61   |
| 400 metros barreiras   | Sidnéia Franco (BRA)      | 61.18   | Cláudia Silva (BRA)     | 61.63   | Claudia Riquelme (CHI)   | 62.36   |
| 4×100 metros estafetas | Brasil                    | 45.82   | Argentina               | 47.28   | Chile                    | 47.69   |
| 4×400 metros estafetas | Brasil                    | 3:41.52 | Chile                   | 3:48.57 | Argentina                | 3:49.25 |
| Salto em altura        | Claudia Blotto (ARG)      | 1.70    | Ana Lúcia Silva (BRA)   | 1.70    | Vera Decker (BRA)        | 1.70    |
| Salto em comprimento   | Ana Martina Vizioli (ARG) | 5.87    | Audrey González (VEN)   | 5.69    | Carolina Gutiérrez (ARG) | 5.60    |
| Arremesso de peso      | Lila Morales (VEN)        | 13.90   | Berta Gómez (COL)       | 13.70   | Elisângela Adriano (BRA) | 13.04   |
| Lançamento de disco    | Berta Gómez (COL)         | 42.58   | Alexandra Amaro (BRA)   | 42.42   | Adriana Romero (ARG)     | 40.26   |
| Lançamento do dardo    | Berta Gómez (COL)         | 50.38   | Alexandra Dumas (BRA)   | 47.18   | Claudia Silva (CHI)      | 44.70   |
| Heptatlo               | Carolina Gutiérrez (ARG)  | 4843    | Ana Lúcia Silva (BRA)   | 4667    | Vera Alves (BRA)         | 4621    |

## Quadro de medalhas (não oficial)
| Ordem | País      | Medalha de ouro | Medalha de prata | Medalha de bronze | Total |
| ----- | --------- | --------------- | ---------------- | ----------------- | ----- |
| 1     | Brasil    | 25              | 18               | 13                | 56    |
| 2     | Argentina | 6               | 6                | 12                | 24    |
| 3     | Equador   | 3               | 4                | 1                 | 8     |
| 4     | Venezuela | 2               | 4                | 1                 | 7     |
| 5     | Colômbia  | 2               | 2                | 1                 | 5     |
| 6     | Chile     | 1               | 4                | 8                 | 13    |
| 7     | Paraguai  | 1               | 2                | 0                 | 3     |
| 8     | Peru      | 0               | 0                | 4                 | 4     |

## Participantes (não oficial)
Uma contagem não oficial produziu o número de 254 atletas de dez países: 
| - Argentina (49) - Bolívia (7) - Brasil (62) - Chile (24) - Colômbia (4) | - Equador (21) - Paraguai (13) - Peru (19) - Uruguai (22) - Venezuela (15) |